# Masaharu Nakagawa (Politiker, 1950)

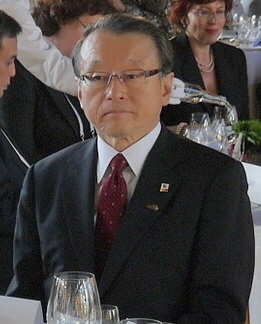
Masaharu Nakagawa, 2012

Masaharu Nakagawa (jap. 中川 正春 Nakagawa Masaharu; * 10. Juni 1950 in Matsusaka, Präfektur Mie) ist ein ehemaliger japanischer Politiker (LDP→NJP→NFP→Kokumin no Koe→GGP→DPJ→DFP→parteilos→KDP) und war durchgehend von 1996 bis 2024 Abgeordneter im Shūgiin, dem Unterhaus des japanischen Parlaments, zuletzt für den Verhältniswahlblock Tōkai und ehemaliger Minister.

## Leben
Nakagawa, Absolvent der Georgetown University, arbeitete ab 1975 für die Japan Foundation, die Stiftung für internationalen Kulturaustausch des Außenministeriums. 1983 wechselte er in die Politik, als er bei den Regionalwahlen im April als Kandidat der Liberaldemokratischen Partei für die erste von insgesamt drei Legislaturperioden ins Präfekturparlament Mie gewählt wurde. Er schloss sich im „Boom neuer Parteien“ Anfang der 1990er Jahre der Neuen Japan-Partei, später der Neuen Fortschrittspartei an, für die er bei der Shūgiin-Wahl 1996 den neuen Einzelwahlkreis Mie 2 gewann, den er danach für die Demokratische Partei sechsmal in Folge verteidigte. Im Shūgiin war er unter anderem Mitglied des Haushaltsausschusses und der Sonderausschüsse für die Verfassung und den internationalen Terrorismus (Irak-Sonderausschuss). In der Demokratischen Partei war Nakagawa von 2001 bis 2006 Vorsitzender des Präfekturverbands Mie, in der Nationalpartei nahm er ab 2004, als er für ein Jahr dem Zeisei-chōsakai, dem „Forschungsrat für das Steuersystem“ vorsaß, vermehrt höhere Positionen ein, ab 2007 war er im „nächsten Kabinett“, dem Schattenkabinett der Demokraten, unter Ichirō Ozawa Schattenfinanzminister.
Nach dem Wahlsieg der Demokraten 2009, als Nakagawa seinen Wahlkreis mit einem Rekordergebnis von 138 Tausend Stimmen gewann, wurde er nach dem Antritt des Kabinetts Hatoyama Vizeminister im Ministerium für Bildung, Kultur, Sport, Wissenschaft und Technologie. Die Position behielt er auch im nachfolgenden Kabinett Kan bis zum September 2010.
Nachdem Kan im September 2011 als Premierminister von Yoshihiko Noda abgelöst wurde, ernannte er Nakagawa zum Minister für Bildung, Kultur, Sport, Wissenschaft und Technologie in seinem Kabinett, ersetzte ihn aber bei einer Kabinettsumbildung schon im Januar 2012 durch Hirofumi Hirano. Im Februar 2012 berief ihn Noda als Staatsminister beim Kabinettsbüro erneut in sein umgebildetes Kabinett, wo er mehrere Zuständigkeiten („neues Gemeinwesen“ (atarashii kōkyō), Bekämpfung des Geburtenrückgangs, Geschlechtergleichstellung, Katastrophenschutz) von Vizepremier Katsuya Okada und Wiederaufbauminister Tatsuo Hirano übernahm. Bei einer erneuten Kabinettsumbildung im Juni 2012 gab er den Ministerposten für Geburtenrückgang an Sozialministerin Yōko Komiyama ab und übernahm die Zuständigkeit für die „Reform des Beamtentums“ (kōmuin seido kaikaku). Er blieb bis zu einer erneuten Kabinettsumbildung im Oktober 2012 Minister.
Nach der Niederlage der Demokratischen Partei bei der Shūgiin-Wahl 2012 wurde Nakagawa (erster) Stellvertreter des Generalsekretärs (kanjichō-daikō); er selbst hatte seinen Wahlkreis mit deutlichen Stimmenverlusten, aber mit einem Vorsprung von über 25.000 Stimmen auf seinen nächsten Gegenkandidaten verteidigt. Bei der Fusion der Demokratischen Fortschrittspartei, der Nachfolgepartei der DPJ, mit der Partei der Hoffnung im Mai 2018 zur Demokratischen Volkspartei beteiligte sich Nakagawa nicht und trat stattdessen der regionalen politischen Vereinigung Mie Minshu Rengō („Demokratischer Bund Mie“) aus ehemaligen DFP-Mitgliedern bei. Im Juli 2018 wurde er dessen Vorsitzender. Im September 2019 trat er zusammen mit anderen Ex-Demokraten wie Jun Azumi der Konstitutionell-Demokratischen Partei bei und wurde dort zum „regulären Berater“ (jōnin-komon) ernannt. Gleichzeitig zog er sich vom Vorsitz des Mie Minshu Rengō zurück und wurde von Katsuya Okada abgelöst.
Bei der Shūgiin-Wahl 2021 verlor Nakagawa Mie 2 knapp um rund 1.000 Stimmen an Hideto Nakagawa, den Sohn von Jirō Kawasaki, der beim Reapportionment 2017 für die LDP aus dem Wahlkreis Mie 1 in den neuen Wahlkreis 2 gewechselt war, gewann mit dieser knappen Mehrheitswahlniederlage aber den zweiten der fünf KDP-Verhältniswahlsitze in Tōkai. Bei der Shūgiin-Wahl 2024 trat er nicht mehr an und erklärte seinen Rückzug aus der aktiven Politik.